# Флаг Петро-Славянки
Флаг муниципального образования посёлок Пе́тро-Славя́нка в Колпинском районе города Санкт-Петербурга Российской Федерации — опознавательно-правовой знак, служащий официальным символом муниципального образования и знаком единства его населения.
Флаг утверждён 6 февраля 2012 года и внесён в Государственный геральдический регистр Российской Федерации с присвоением регистрационного номера 7253.

## Описание
«Флаг муниципального образования посёлок Петро-Славянка представляет собой прямоугольное полотнище с отношением ширины флага к длине — 2:3, воспроизводящее композицию герба муниципального образования посёлок Петро-Славянка в белом, чёрном и красном цветах».
Геральдическое описание герба гласит: «В серебряном поле чёрный соболь с червлёным (красным) языком, идущий по половине червлёного паровозного колеса (ободом вниз)».

## Обоснование символики
Исходным пунктом в истории современной Петро-Славянки считают указ Петра I Сенату от 6 июня 1712 года, по которому территория по берегам реки Славянки была определена для строения мельниц государевых.
В 1780-х годах земли, на которых расположен ныне посёлок Петро-Славянка стали владением Строгановых. В 1782 году, по указу Екатерины II, земля была закреплена за бароном Александром Николаевичем Строгановым в вечное и потомственное владение. В дальнейшем, владельцем был его сын — Григорий Александрович Строганов. Владения располагались по обе стороны реки Славянки, при впадении в неё речки Кузьминки, «между рыбацкими и ижорскими землями, принадлежащими к онной сенными покосами, дровяным стоячим лесом, надворным всяким строением мерю восемьдесят десятин».
После постройки Николаевской железной дороги возникла железнодорожная платформа Федотова, названная по имени крестьянина, земля которого граничила с железнодорожным полотном и была отчуждена для строительства. Платформа располагалась на 16-й версте от Санкт-Петербурга и в 1891 году имела казармы и мостовую команду для двух переездов через железную дорогу и моста через реку Славянку — сначала деревянного, а затем в 1880 году изготовленного из металлических конструкций по проекту инженеров Белодюбского и Зубова.
В книге «Постройка и эксплуатация Николаевской железной дороги» на плане обозначена платформа Федотова, расположенная близ реки Славянки, между станциями Обухово и Колпино. В другом путеводителе, между станциями Обухово и Колпино обозначена платформа Славянская. По всей видимости, переименование платформы относится именно к этому времени (около 1900 года).
В книге «От Выборга до Новгорода. Каталог станций» сказано: «Пост открыт в 1901 году. На станцию перекочевало название левого притока реки Невы. Ранее она назвалась Словенская река, означая принадлежность новгородским словенам — древнейшему славянскому населению Приильменья. Со временем название сменилось на более широкое — славянское — Славянка. При открытии пост окружала дачная местность, благодаря железной дороге быстро заселявшаяся (летом до 4 тысяч жителей). Состав населения был рабочие, торговцы и служащие различных учреждений Петербурга».
Платформа Славянка Николаевской железной дороги (так позднее стала называться станция) и мыза, расположенная неподалёку от неё, обозначены на «Карте окрестностей Санкт-Петербурга», составленной в 1909 году Ю. Гаш. Сведения об окрестностях станции находим в «Иллюстрированном путеводителе по Николаевской железной дороге» (Пг. 1914. С. 44): « Пост Славянка представляет из себя дачную местность, довольно быстро развивающуюся в последнее время, благодаря заселению еe людьми, имеющими постоянные занятия в казенных и торгово-промышленных учреждениях и заводах Санкт-Петербурга. При посте расположен посёлок (дачная местность) с постоянным числом жителей, до 2 тысяч человек (летом до 4 тысяч человек). Состав населения- рабочие, торговцы и служащие в различных учреждениях города». На станции располагался деревянный вокзал, принадлежавший к характерной пригородной исторической архитектуре с декоративными украшениями и надкарнизными кобылками. Здание было снесено в 1962 году. Тогда проводили электрификацию железной дороги и поднятие платформ. 22 ноября 1909 года близ станции Славянка состоялась закладка церкви Св. Троицы, освященной в 1914 году. Деревянное здание сгорело в 1941 году.
Своё наименование — Петроградская Славянка — небольшое селение при мызе получило только в 1914 году. В 1917 году Петроградская Славянка входила в состав Рыбацкой волости Петроградского уезда. В июле 1922 года образован Петрославянский сельсовет Петроградского (с 1924 года — Ленинградского уезда). До 1924 года деревня носила название Петроградская Славянка, с 1924 по 1927 год — Ленинградская Славянка. В 1927 году переименована в деревню Петро-Славянка, которая в феврале 1927 года вошла в состав Октябрьской волости, а в августе того же года в состав Колпинского района Ленинградской области. В мае 1930 года Петро-Славянка получила статус дачного посёлка, а в августе того же года входит в состав Ленинградского Пригородного района Ленинградской области. С 1936 года Петро-Славянка вошла в состав Павловского района Ленинградской области. В мае 1951 года Петро-Славянка получает статус рабочего посёлка. Был образован Петрославянский поселковый Совет Павловского района. С июля 1953 года — в составе Колпинского района города Ленинграда (с 1991 года — Санкт-Петербурга).
Паровозное колесо символизирует железнодорожную станцию, появление которой способствовало развитию местности.
Беличий мех (соболь) — напоминание о бывших владениях Строгановых, на гербе которых оное присутствует.
Жёлтый цвет (золото) — могущество, сила, постоянство, вера, справедливость, добродетель, верность. Применительно к истории посёлка- это и цвет расплавленного металла.
Белый цвет (серебро) — чистота помыслов, правдивость, невинность, благородство, откровенность, непорочность, надежда.
Красный цвет — символизирует любовь, мужество (цвет пролитой крови героев), смелость, великодушие, храбрость, неустрашимость. Символ труда, огня промышленного производства, жизнеутверждающей силы, красоты, солнца и тепла. В древнерусской традиции красный- красивый.
Синий цвет (лазурь) — символ красоты, любви, мира и возвышенных устремлений. Цвет протекающей реки Славянки
Зелёный цвет — символ радости, жизни, возрождение природы каждую весну и плодородия.
Чёрный цвет — символ благоразумия, мудрости, скромности, честности, вечности и древности бытия.